# Ульянов, Владимир Васильевич
Владимир Васильевич Ульянов (род. 20 сентября 1953 года) — российский математик, доктор физико-математических наук, профессор кафедры математической статистики факультета ВМК МГУ имени М. В. Ломоносова.

## Биография
Родился 20 сентября 1953 года в селе Коровино Бондарского района Тамбовской области. В 1970 году окончил среднюю школу в Краснодаре, в 1975 году — факультет вычислительной математики и кибернетики МГУ, далее обучался в аспирантуре факультета ВМК с 1975 по 1978 годы.
Кандидат физико-математических наук (1978), тема диссертации: «Уточнение оценок скорости сходимости в центральной предельной теореме» (научный руководитель В. В. Сазонов)
Доктор физико-математических наук (1994), тема диссертации: «Гауссовская аппроксимация в гильбертовом пространстве».
Ученое звание — доцент (1989); член общества Бернулли по математической статистике и вероятности при Международном статистическом институте (1986); лауреат премии Ленинского комсомола в области науки (1987) за цикл работ по предельным теоремам теории вероятностей; стипендиат фонда им. А. Гумбольдта (1991—1992). Награждён медалью «В память 850-летия Москвы» (1997).
Работает на факультете ВМК МГУ с 1978 г., преподает на кафедре математической статистики в должностях ассистента (1978—1989), доцента (1989—1998), профессора (с 1998). В 1990—1993 гг. — докторант Математического института РАН.
Читает на факультете ВМК МГУ лекционные курсы: «Математические основы теории вероятностей», «Парадоксы и контрпримеры в теории вероятностей», «Теория вероятностей и математическая статистика». В Филиале МГУ в г. Севастополе читает курс «Теория вероятностей и математическая статистика». Подготовил одного кандидата наук. Автор 16 книг и более 110 научных работ.

## Научная деятельность
Основные темы научной работы:
- Предельные теоремы теории вероятностей в многомерных и бесконечномерных пространствах.
- Гауссовы процессы.
- Асимптотические методы в статистике.

### Выступления на научных семинарах, конференциях, симпозиумах
- Доклад на Российско-японском симпозиуме «Стохастический анализ сложных статистических моделей». (В рамках совместного проекта РФФИ и JSPS «Сложные стохастические модели: асимптотики и приложения», 15-17 сентября 2009 г.
- Доклад в Институте экономических исследований Киотского университета, 27 ноября 2009 г.
- Доклад на конференции «Multivariate statistical and time series analysis», 3-5 декабря 2009 г., Кагосима, Япония
- Доклад на конференции «New Theory and Applications of Statistical Inference in High-Dimensional and Multivariate Analysis», 3-5 декабря 2009 г., Токио, Япония
- Доклад на Third Baltic-Nordic Conference on Survey Sampling, 13-17 июня 2011, Норфельсвикен, Швеция
- Доклад на V Международной конференции «Предельные теоремы теории вероятностей иих приложения», 15-18 августа 2011, Новосибирск

### Основные публикации
- В. В. Ульянов, Г. Кристоф, Я. Фуджикоши, «О приближениях преобразований хи-квадрат распределений в статистических приложениях», Сиб. матем. журн., 47:6 (2006), 1401—1413
- Ф. Гетце, Ю. В. Прохоров, В. В. Ульянов, «Оценки для характеристических функций многочленов от асимптотически нормальных случайных величин», УМН, 51:2(308) (1996), 3-26
- В. В. Сазонов, В. В. Ульянов, «Асимптотические разложения вероятности сумме независимых случайных величин попасть в шар гильбертового пространства», УМН, 50:5(305) (1995), 203—222
- В. В. Сазонов, В. В. Ульянов, «Правильная оценка скорости сходимости в центральной предельной теореме в гильбертовом пространстве», Матем. сб., 180:12 (1989), 1587—1613